# Nikon FM2

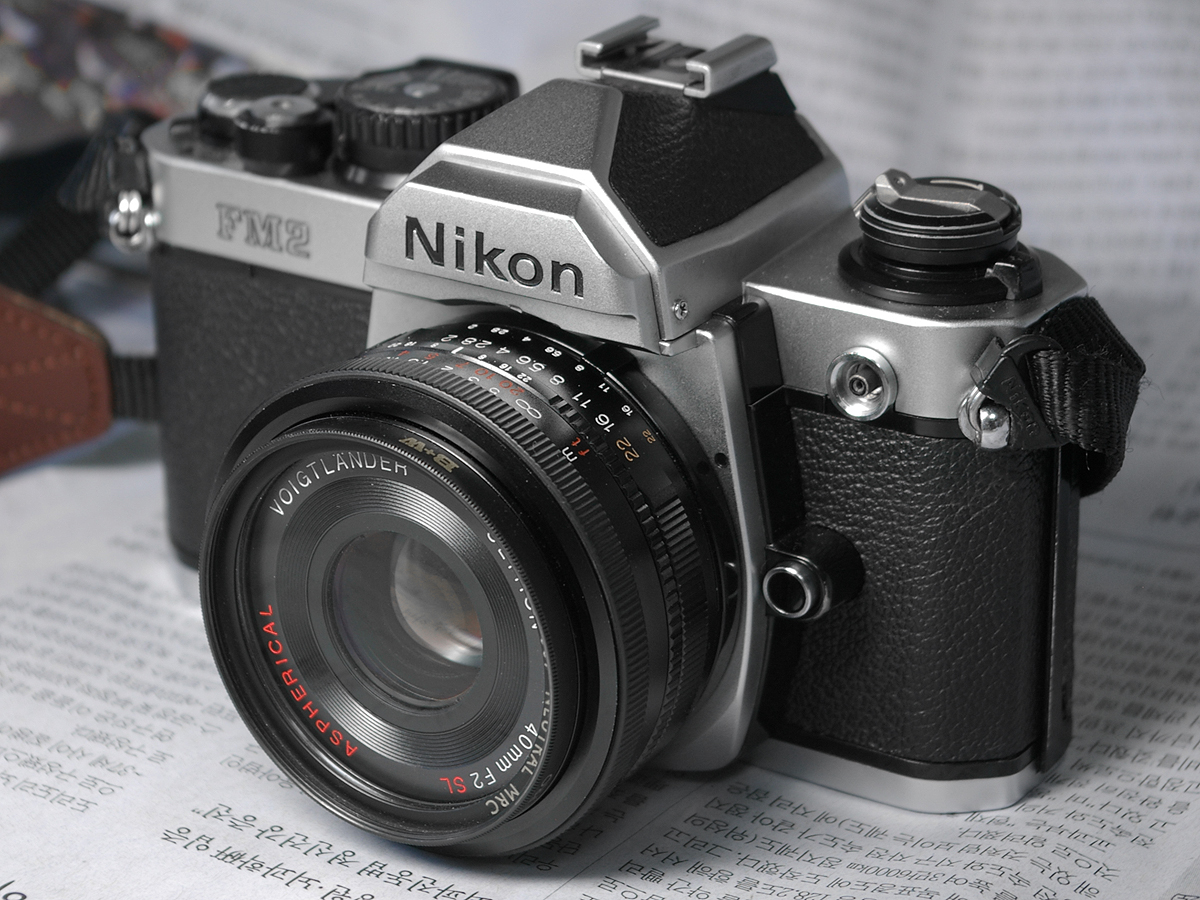
Nikon FM2

Nikon FM2 je klasická pokročilá poloprofesionální, jednooká zrcadlovka (SLR) na kinofilm s výměnnými objektivy.
Fotoaparát vyráběla firma Nippon Kogaku KK (dnes Nikon Corporation) v Japonsku v letech 1982–2001. Jednalo se o vylepšený model Nikon FM, který byl vyráběn v letech 1977–1982. Původní typ byl vydán s několika dílčími vylepšeními (např. vyšší synchronizační rychlost blesku) v roce 1984 a později byla tato verze označována jako FM2n ('nové'), ačkoli obě verze jsou na těle fotoaparátu označeny jako FM2. FM2 původně používal pokročilý design Nikonu, kovové tělo, přičemž se zvyšovala rychlost štěrbinové závěrky s (tehdy neslýchanou) rychlostí v rozmezí od 1 do 1/4000 sec. Tělo mělo rozměry 90 mm (výška), 142 mm (šířka), 60 mm (hloubka) a hmotnost 540 g.